# سوزان ستيفن
سوزان ستيفن (بالإنجليزية: Susan Stephen)‏ هي ممثلة بريطانية، ولدت في 16 يوليو 1931 في لندن في المملكة المتحدة، وتوفيت في 21 أبريل 2000 في ساسكس في المملكة المتحدة.

## وصلات خارجية
- سوزان ستيفن على موقع IMDb (الإنجليزية)
- سوزان ستيفن على موقع قاعدة بيانات الفيلم (الإنجليزية)